# San Giacomo Filippo
San Giacomo Filippo – miejscowość i gmina we Włoszech, w regionie Lombardia, w prowincji Sondrio.
Według danych na rok 2004 gminę zamieszkiwały 472 osoby, 7,6 os./km².